# Novat
Pour les articles homonymes, voir Novat (homonymie).
Novat, Novatus, était un hérésiarque du IIIe s. Il était diacre de l'église de Carthage. 
Novat soutenait que les chrétiens, dont la crainte des persécutions feraient tomber dans l'idolâtrie, pouvaient être admis à la communion sans avoir subi l'épreuve de la pénitence. Cité par saint Cyprien devant un synode en 249, il s'enfuit à Rome et rejoignit Novatien, bien que les principes de ce dernier étaient peu en accord avec les siens, il renouvela avec lui l'hérésie des Montanistes.

## Sources
Cet article comprend des extraits du Dictionnaire Bouillet. Il est possible de supprimer cette indication, si le texte reflète le savoir actuel sur ce thème, si les sources sont citées, s'il satisfait aux exigences linguistiques actuelles et s'il ne contient pas de propos qui vont à l'encontre des règles de neutralité de Wikipédia.